# طوطی شاهدخت
طوطی شاهدخت (Polytelis alexandrae) یک طوطی رنگارنگ استرالیایی از خانواده طوطی‌ها است. نام آن به افتخار شاهدخت الکساندرای دانمارک، که در سال ۱۸۶۳ با شاهزاده ولز ادوارد هفتم ازدواج کرد و در نهایت ملکه بریتانیا شد، نامگذاری شد. نام‌های دیگر این گونه عبارتند از: طوطی ملکه الکساندرا، طوطی الکساندرا، طوطی شاهدخت ولز، طوطی گلوصورتی و طوطی اسپینیفکس. بیشتر پرهای آنها سبز با گلوی صورتی، تارک و دمگاه مایل به آبی و شانه‌های سبز روشن است.

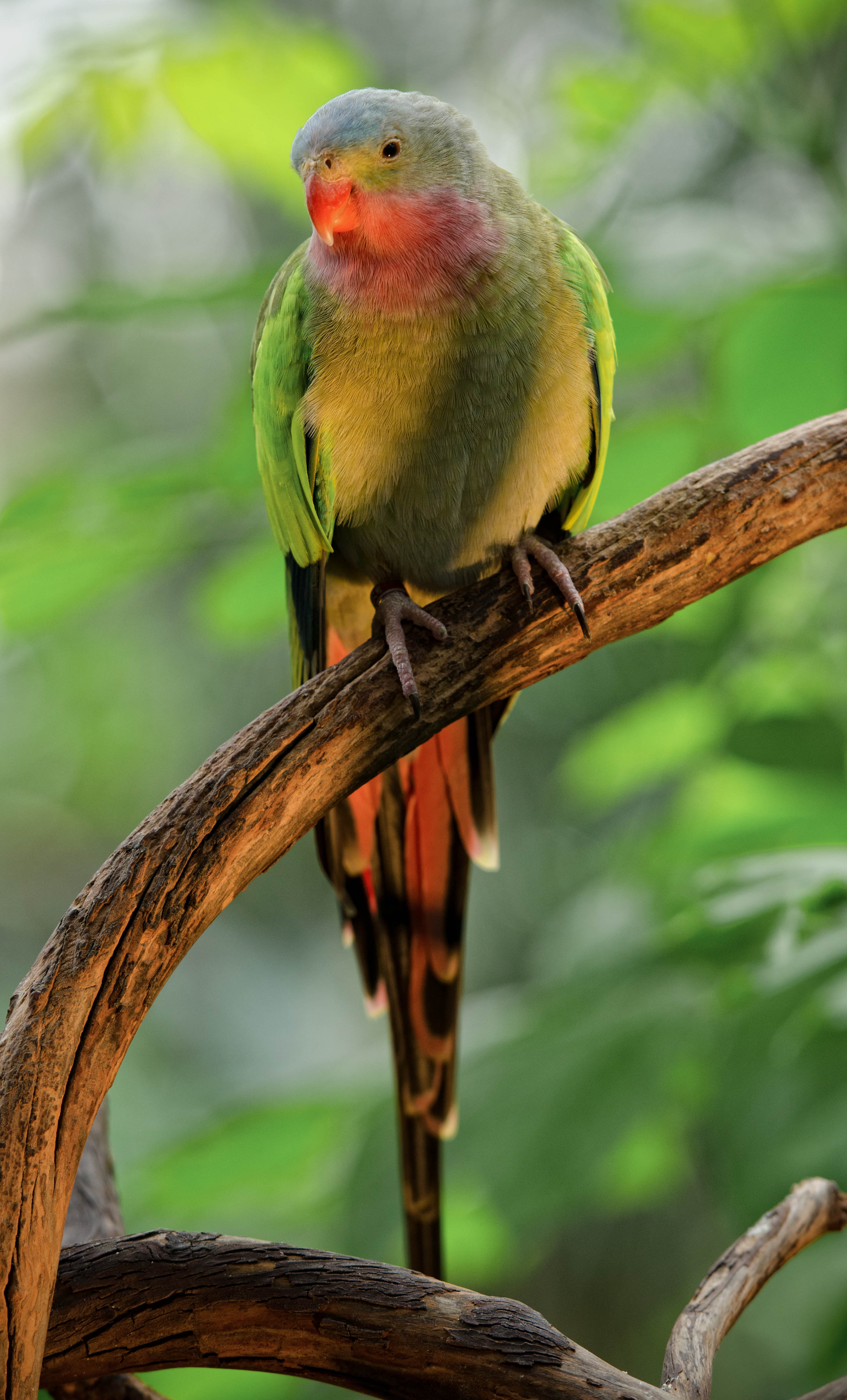
یک نر ("مونتی") در کنسرواتوار بلودل، ونکوور، کانادا

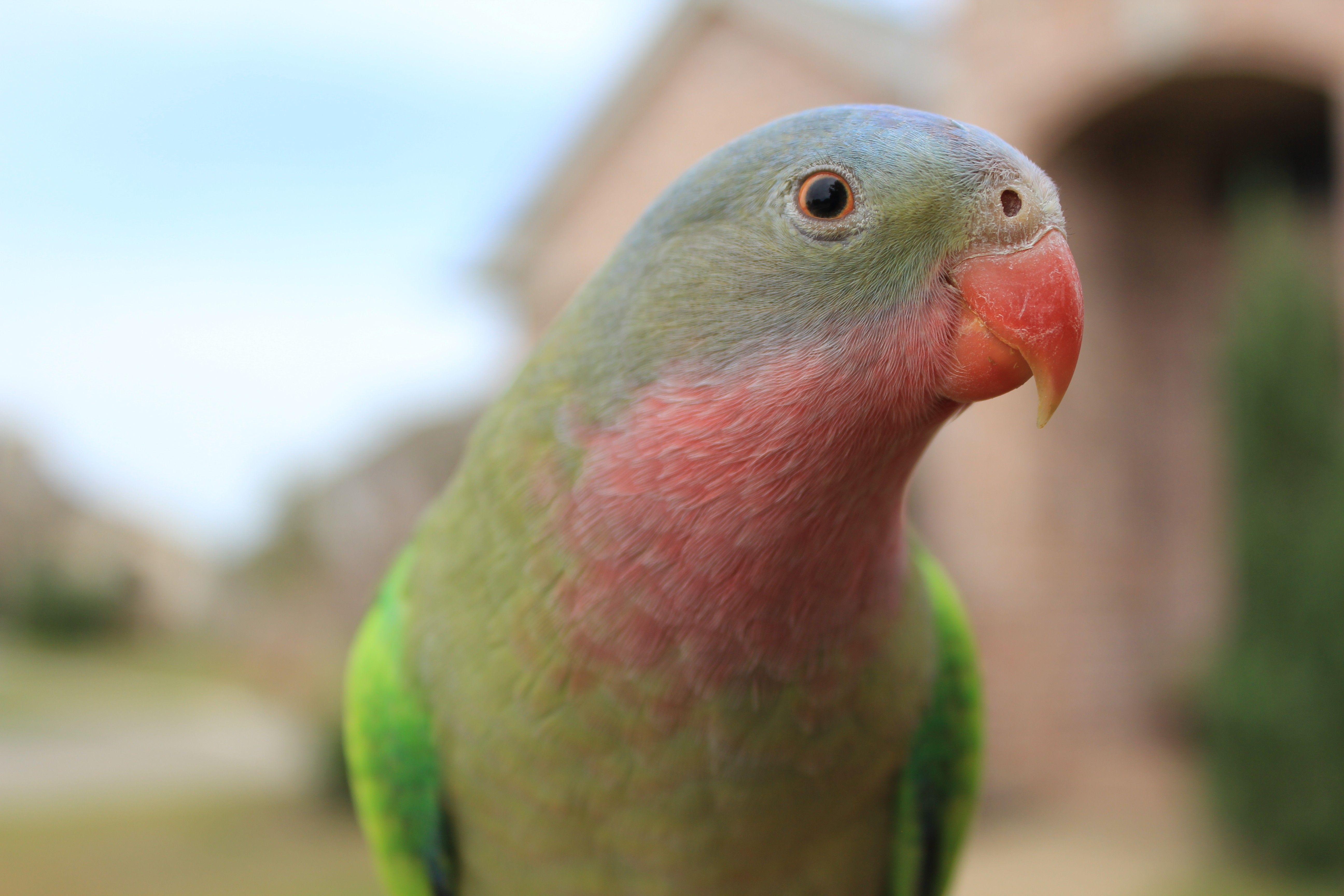
یک نر طوطی شاهدخت

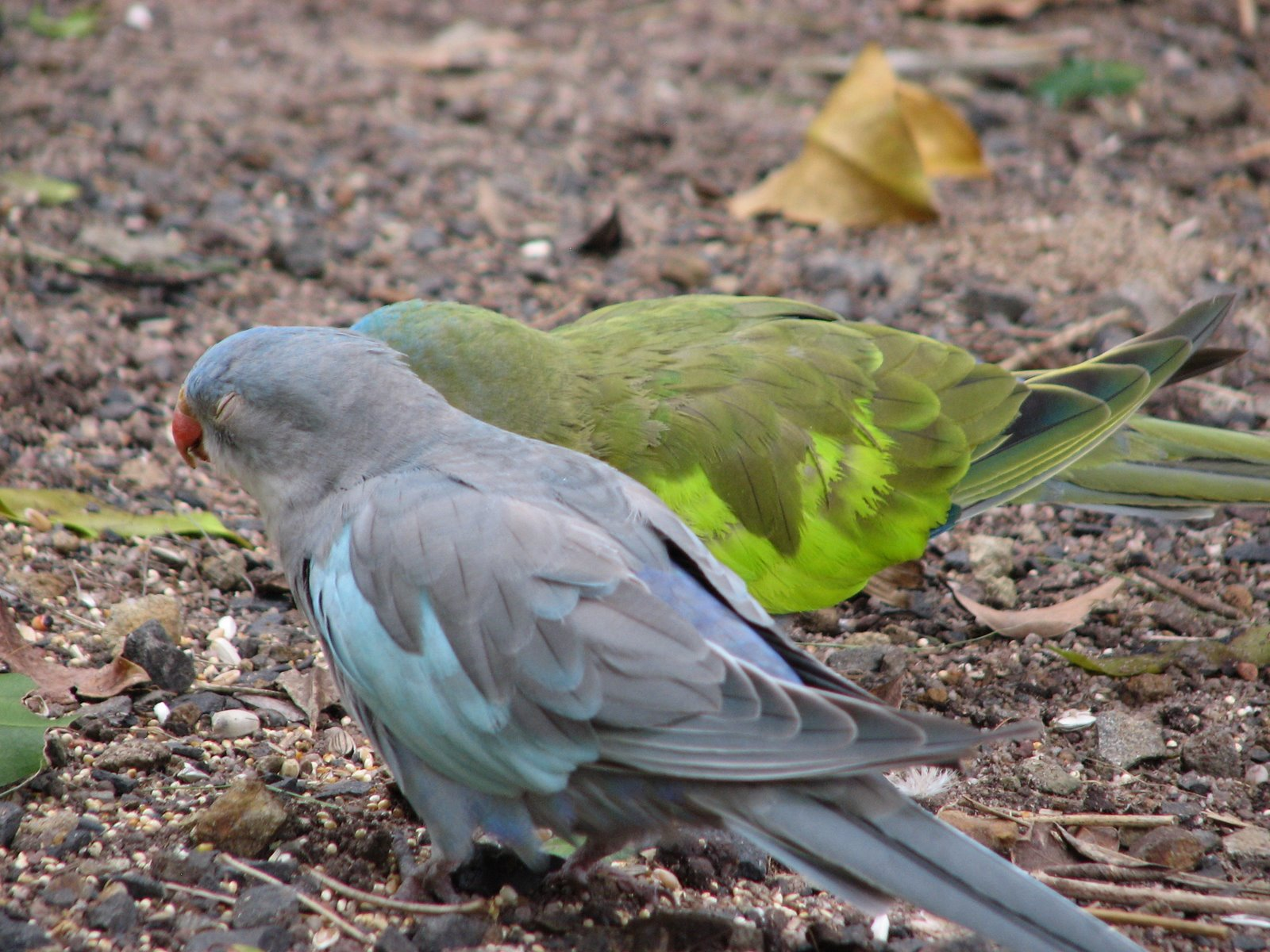
واریته جهش‌یافته آبی در کنار یک نوع وحشی معمولی در زیستگاه فلایینگ‌های برد در استرالیا